# Германска Самоа
Германска Самоа (на немски: Deutsch-Samoa) е германски протекторат от 1900 до 1914 г., който обхваща самоанските острови Уполу, Саваии, Аполима и Маноно (днес част от независимата държава Самоа).
Самоа е последната германска колониална придобивка в Тихия океан, получена след поделянето на самоанския архипелаг между Германската империя и САЩ чрез договор, подписан на 2 декември 1899 г. и ратифициран на 16 февруари 1900 г. Територията се администрира отделно от Германска Нова Гвинея.

## Разширяване на германското влияние
През втората половина на 19 век германското влияние в Самоа се увеличава с мащабните плантации, които се създават за добиване на кокос, какао и каучук. На остров Уполу германските фирми са монополизирали преработването на копра и какаови зърна. През 1870-те и 1880-те години много германски фирми си конкурират на тихоокеанските острови.
Напрежението, създало се вследствие на конфликта на интереси между германските, британските и американските бизнесмени, разпалва Първата гражданска война в Самоа. Войната се води между грубо от 1886 до 1894 г. главно между местните самоанци, макар германски войници да се намесват няколко пъти. От друга страна, САЩ и Великобритания се противопоставят на германската дейност, което води до конфронтация в залива на столицата Апия през 1887 г.
През 1899 г., с приключването на Втората гражданска война в Самоа островите са разделени на три между замесените сили. Така островите западно от 171° западна географска дължина стават притежание на Германия, а островите на изток от тях – на САЩ (днес Американски Самоа), докато Великобритания се отказва от териториалните си претенции в архипелага, искайки в замяна да бъде компенсирана с придобивки другаде в Тихия океан и Западна Африка.

## Икономическо развитие
През колониални години се основават нови компании, които многократно увеличават селскостопанската дейност на островите. От своя страна, тя увеличава доходите от данъци, които допълнително стимулират икономическия растеж. Водещата търговска и плантационна компания в Самоа по това време е собственост на Йохан Цезар Годефроа с щаб-квартира в Хамбург. Тъй като самоанската култура не включва наемен труд, германците прибягват до наемането на китайски работници. Към 1914 г. броят на китайците в колонията достига 2000 души.

## Колониална администрация
Германският колониален период продължава 14 години и започва официално с издигането на имперското знаме на 1 март 1900 г. Първи губернатор става Вилхелм Золф. В политическите си отношения с местните самоанци, правителството на Золф проявява същата внимателност, както и в икономическата област. Той умело вгражда самоанските институции в новата система на колониалното правителство чрез приемането на коренните обичаи. Самият Золф научава много от обичаите и ритуалите, които са важни за самоанците и съблюдава културния етикет, включително и церемониалното пиене на опияняващия пипер Piper methysticum
Въпреки това, когато местен самоански вожд (фааматай) превишава правомощията си, Золф му се противопоставя, заявявайки, че на Самоа има само една форма на управление – германското, което е довело мир и ред. Енергичните усилия на колониалната администрация въвеждат първата училищна система на островите. Построена болница, а самоанските жени са обучавани за медицински сестри.
От всичките европейски колонии в Тихия океан, Германска Самоа разполагат с най-добрите пътища. Всичките пътища до 1942 г. са строени под германски надзор. Финансовата издръжка на островите от Берлин спира да е необходима след 1908 г. – Самоа вече е самоиздържаща се колония. През 1910 г. Вилхелм Золф напуска Самоа и е наследен като губернатор от Ерих Шулц-Еверт, който е бивш главен съдия в протектората. Германците построяват 120-метрова антена на 1 август 1914 г. и теснолинейка от Апия до нея, само няколко дни след избухването на Първата световна война.

## Окупация
Освен местната самоанска полиция, Германия не разполага с въоръжени сили на островите. Единствено малкият военен кораб „Гайер“ обслужва германските тихоокеански колонии. По подкана от Великобритания, колонията е нападната сутринта на 29 август 1914 г. от войски на новозеландската Самоанска експедиционна сила. Вицеадмирал Максимилиан фон Шпее от Германската източноазиатска крайцерска ескадра научава за окупацията и се втурва към Самоа с бронираните крайцери „Шарнхорст“ и „Гнайзенау“, пристигайки в Апия на 14 септември 1914 г. Все пак, той осъзнава, че завземането обратно на острова би представлявало само временно предимство в океан, доминиран от сили на Антантата, и нарежда на крайцерите да потеглят. Нова Зеландия окупира Самоа до 1920 г. и управлява островите до признаването на независимостта им през 1962 г.

## Галерия
- Издигането на немския флаг в самоанското село Малинуу, 1900 г.
- Gubernatoryt Вилхелм Золф (с фуражка), новозелндският парламентарист Чарлз Милс и самоанският вожд Иосефо Матаафа, 1903 г.
- Вилхелм Золф в Апия, 1910 г.
- Новозеландски железопътни работници до построената от германците теснолинейка.
- Издигане на британското знаме в Апия, 30 август 1914 г.